# Gerbillus grobbeni
Gerbillus grobbeni és una espècie de mamífer rosegador de la família dels múrids. És endèmic de Líbia. El seu hàbitat natural són les dunes costaneres. Es desconeix si hi ha cap amenaça significativa per a la supervivència d'aquesta espècie. Probablement es tracta d'una població líbia de G. amoenus, però encara no s'ha confirmat.
L'espècie fou anomenada en honor del zoòleg austríac Karl Grobben.